# Római jog

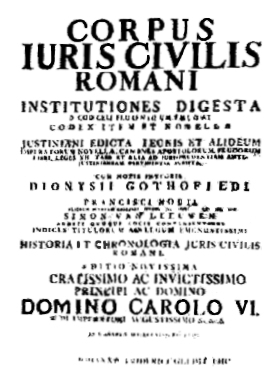
Corpus Iuris Civilis

A római jog a modern nyugati világ jogrendszerének alapját képezi. Eredete a tizenkét táblás törvényekig nyomon követhető. Jellegét tekintve – akár a többi jelentős jogrendszer – vallási eredetű, amire határozottan mutat többek között a legősibb performa, a legis actio sacramento. Az ősi, vallásos római jogrend számos ponton mutat rokon vonást az etruszk vallás formalitásával és fatalista szemléletével. A római jog egyes elemeinek kodifikálására a Keletrómai Birodalomban, I. Justinianus uralkodása alatt, a  Corpus Iuris Civilis kihirdetésére 529. április 7-én került sor, a mű még ezer esztendő múltán is használatos volt Európában, tanulmányozásából született az európai jogtudomány. A római jog sok eleme és általános elve tovább él a modern jogrendszerekben, ezért oktatása a jogászképzésben világszerte elterjedt.

## Fogalma
A római jog  tárgyi értelemben (norma agendi) azon tételek rendszere, amelyeknek hatálya alatt Róma és számos recipiáló nemzet élt. Ennek fő felosztása a ius civile (a tulajdonképpeni római jog) és a ius gentium (amelynek jelentése a nemzetek joga, vagyis a birodalom nem római polgáraira vonatkozó jog). Jellemző regulái, jogértelmezési elvei: élj tisztességesen, senkit ne sérts, kinek-kinek add meg a magáét (honeste vivere, alterum non laedere, suum cuique tribuere); nem minden tisztességes, amit szabad (non omne quod licet honestum est). A principátus korától szokásos felosztása: közjog és magánjog (ius publicum és privatum). A római közjog vezéreszméje: salus reipublicae suprema lex esto. Ezt a hazafias vezéreszmét és az állami intézmények mintáit örökségképpen hagyta Róma az utókorra. A rómaiak kiemelkedő érdeme a minden korábbinál összetettebb magánjog megalkotása. A római magánjog világtörténeti jelentőségű, a kontinentális jogoknak napjainkig alapja (Anglia a mertoni statutumban elutasította a római jog recepcióját, így hatása a common law jogrendszerekben kevésbé tetten érhető).
A  római jog alanyi értelemben: külsőleg nyilvánvaló cselekvési szabadság, hatalom (facultas potestas agendi). Egyéni jogosultság az élet javaiból az egyént megillető részre. Alanyi jogot lehet szerezni, gyakorolni, átruházni, védeni, elidegeníteni, elveszteni. Szentesített igénye van az alanynak arra, hogy a személyekhez és jogtárgyakhoz való jogi viszonyát ne sértsék. Ha sértik, megilleti őt a védelem (vim vi repellere, actio, exceptio).
Rómában, kezdetben a szokásjog (ius consuetudinarium vagy consuetudo) uralkodott, amelyre a vallási normák (ius sacrum) erősen hatottak. A világi jog (ius profanum) lassan bontakozott ki, valamint sokáig megőrizte a korai korszakból származó formakényszereket. A római jog történetében az első mérföldkő a XII táblás törvények megalkotása: bár ezek rendkívül szigorúak voltak, lehetővé tették az addig csak a pontifexek által ismert jog bárki általi megismerhetőségét, így fokozták a jogbiztonságot. Korlátozták a consuli hatalmat, a végrehajtó eljárás szabadságát, önhatalmúságát (legis actio manus iniectionem) praetori ellenőrzés alá vetették. A családjogban sokáig egyeduralkodó volt a pater familias tulajdonjoga, bár ezt megelőzte az inkább domináns családi tulajdon (familia pequnique), amelynek kezelője a családapa, aki szabadon szerződhet és a polgárság jóváhagyásával (in comitiis calatis és in procinctu) szabadon végrendelkezhet. Érdekesség, hogy a pater familias atyai hatalma (patria potestas) alatt álló családtagok által szerzett jogok a pater familiast illették, míg az ezekért cserébe vállalt kötelezettségek a szerzőket. Ez a gyakorlat egész életükben érvényes volt a családtagokra, haláluk előtt csupán önjogúvá válásukkal mentesülhettek ez alól. Ugyanakkor halálukat követően említést kell tennünk a sui heres öröklési intézményről, vagyis, hogy az örökösök nem apjuk, hanem „önmaguk örökösei”. A XII táblás törvények megállapítják a kamatlábat (fenus unciarium 8 1/3%), rendezik a gyámságot, bevezetik a vert pénzt (pecunia numerata) (kezdetben a lábasjószág (pecus) és a mérlegelt nyers réz (pecunia ponderata) volt a csereeszköz). Az egyes jogintézményeket, amelyek előbb kizárólag patrícius vagy kizárólag plebejus intézmények voltak, közös nemzeti jogintézményekké tette. A törvények nem maradtak fenn teljes terjedelmükben, de a későbbiekben olyan tekintélyre emelkedtek, mint a magyar jogban az Aranybulla, vagy Angliában a Magna Charta Libertatum, így a jogtudósok hivatkozásaiból a törvények szövege visszakövethető.
A XII tábla után hozott törvények között legterjedelmesebb a lex Julia et Papia Poppaea, Augustus idejéből, a családi élet emelésére. Montesquieu szerint legszebb darabja a római törvényhozásnak.
Róma mint hódító számos néppel került érintkezésbe. A jogok összevetéséből kiviláglott, hogy számos jogtétel az ismert népeknél mindenhol előfordul, tehát általános emberi viszonyokon alapul, s hogy a méltányosság folytonosan törekszik enyhíteni a szigorú jogon. A korai római polgári jog (ius civile) nem kedvezett a hasonló egyetemes jogtételek alkalmazásának, mivel nagyon erősen formalizált, alaki  érvényességi feltételeket kívánt meg a joghatások beálltához. A praetorok azonban mint bírók a mindennapi jogéletben inkább ezeket az egyetemes jogtételeket alkalmazták a merev ius civile helyett, így előbb egy, a korai római jog tételeitől megkülönböztethető joganyag (a ius gentium – „a népek joga”) alakult ki, majd végül a ius gentium tételei a ius civilebe is behatoltak, modernizálták azokat, enyhítették a formakényszert.
A praetorok, aedilis curulisok és a tartományi kormányzók hirdetményei (edicta magistratuum) számos magánjogi tételt, szerződési és kereseti formákat, jogsegítséget, jogorvoslastokat, s birtoklási védelmet honosítottak meg. Az edictum szerkesztésénél a magistratus a jogtudósok tanácsait kikérte. A polgárság jogérzetének megfelelő hirdetményeket a tiszti utódok átvették (edictum tralatitium) és tovább hirdették, mielőtt Hadrianus alatt változtathatatlan szerkezetbe (edictum perpetuum) foglalta Salvius Julianus. Így készült a századok folyamán a quiritesek törvényi és szokásjogával (ius civile) szemben a méltányos tiszti jog (ius honoratium), amely a hézagokat kipótolta, s a célszerűtleneket kijavította (praetor adiuvat, suplet corrigit).
A praetorok mellett a jogtudósok (prudentes) tűntek ki a jog fejlesztésében. A véleményezők tekintélyét (auctoritas prudentum), s így véleményük érvényét a személyes előkelőség emelte. Az eleinte földműves és katona nemzet kezdetleges jogszabályait Modestinus elődei átformálták. Az Antoniusok fénykorában, a gazdasági élet felvirágzása idején a törvényhozás alakszerű beavatkozása nélkül, amikor a mérhetetlen nagy vagyonforgalom szükségessé és gyakorlativá tette a magánjog bővebb kifejtését, értelmezését és alkalmazását, a jogtudósokra hárult a feladat, hogy a gyakran szűkszavú rendelkezéseket a gyakorlati életviszonyokra alkalmazzák. A jogtudósok eme gyakorlati működés közepette megteremtették, s előbbre vitték a jogtudományt.
A görög szónokok és bölcsészek Rómában tanfolyamokat nyitva, két újítást honosítottak meg Róma jogászai között, hogy rendezzenek be nyilvános iskolákat és tárgyalják a jogot tudományos módszerrel. A római jog művelői Augustus óta a tartományokból is kikerülhettek. Julianus, Africanus, Septimius Severus délről jöttek, Gaius, Ulpianus, Papinianus valódi „napkeleti bölcsek” voltak.
Róma jogtudósai magyarázataikkal, s véleményezéseikkel gyakorlati értékű jogi irodalmat teremtettek. Augustus óta fejedelmi tekintély mellett véleményeznek (ius publice respondendi). A véleményt, ha nincsen vele ellenkező, követni tartozik a bíró, Hadrianus óta. Ez a jogtudósoknak jogalkotói hatalmat biztosított (iuris conditores). Lapidáris, praktikus kifejezésekkel véleményeztek. Munkájukat nemcsak a császár, hanem a közvélemény is elismerte: tudósoknak (prudentes) nevezték őket.
A tanács a principatus korában néhány érdekes határozattal (senatus consultum) gyarapította a magánjogot, ennek főleg öröklési jogi részét (successio ex novo iure).
Augustus és a többi császár mint más főtisztviselő gyakorolta a hirdetményadási jogot (ius edicendi). Leiratokat (rescripta) intézett a hivatalnokokhoz, felekhez, döntött a fellebbezők között. A császári rendelet az egész birodalomnak szólt; a császár halála után is fennmaradt, ha a császár aktáit a tanács jóváhagyta. A császári rendeletekben a kormányzói és igazságügyi felségjog nyilvánult meg a felmerült esetekben. Előmozdították a jog egységességét és a jogot a monarchikus alkotmányhoz idomították. A Constantinus előtti fejedelmi rendeletek szakmailag megalapozottabbak, mert a kiválóbb jogtudósok véleménye figyelembevételével készültek. Constantinus óta a császári rendeletek alakilag és tartalmilag hanyatlást, megmerevedést mutatnak.
Beállt a kompiláció szüksége, amelyet Justinianus inkább kielégített, mint Theodorik, Alarich, Gundobald király vagy éppen a leges barbarorum (a barbár népek joga) feljegyzői.
Justinianus (482–565) gyűjteményeiben szállt át az utókorra a törzstől független jog és a politikai nemzet fogalmán nyugvó állam eszméje. Justinianus rendeletére a véleményezés jogával kitűnt jogtudósok irataiból mindenre kiterjedő és rendszeres beosztású (Pandektai seu Digesta) könyv készült (533). A Tribonianus elnöklete alatti bizottság 9123 töredéket (fragmenta, leges) szemelt ki. Beosztása: 432 cím (titulus), 50 könyv (liber) és 7 rész (pars). Justinianus a tanulók számára tankönyvet (Institutionum libri) készíttetett (533). Gaius Institutióit követi mind a rendszerben, mind a tárgysorozatban (de personis, de rebus, de actionibus). Feloszlik 4 könyvre, 98 címre (titulus). A fejedelmi rendeletekből (529) készült Codex második kiadása (534) a Codex repetitae praelectionis. A 4652 rendelet (lex, constitutio) 765 cím (titulus) alatt 12 könyvre oszlik. A normák kedveznek a kereszténységnek. A később felmerült kétes vagy új egyházi és világi kérdéseket újabb rendeletekkel (Novellae leges) szabályozta Justinianus, többnyire görög nyelven. A Novellák száma 168. Mindezekből, és az ez után megjelent rendeletekből Basilius Macedo megkezdte, s fia Bölcs Leó császár a magyar honfoglalás idejében befejezte (888-892) a tisztán görög szövegű, 60 könyvre osztott törvénykönyvet.

## A római jog továbbélése
A korai középkorban (7-10. század) a római jog forrásai feledésbe merültek. A Digesta eltűnt a korai középkorban hivatkozott források közül, a Codex Iustinianus szintén feledésbe merült. A Digesta 1076 körül tűnt fel Észak-Itáliában és a pápai udvar környezetében. A Digesta fennmaradt példányai 1050 körül kerülhettek elő; ezek használatáról a pápai udvarban és az észak-itáliai városokban keletkezett oklevelek tanúskodnak. A római jog gyakorlati alkalmazására elsősorban az egyházi jogi személyek közötti peres ingatlanügyekben került sor.  A római jog, különösen a Digesta használatát a korabeli források azzal indokolták, hogy a római jog a keresztény Európa „közös joga” (ius commune), mivel az egyetemes római egyház szintén a római joggal él (Ecclesia vivit lege romana). A középkorban ezért a római jogot általában ius commune megjelöléssel hivatkozták, míg a római jog (ius Romanum) kifejezést sokkal ritkábban használták. A jusztiniánuszi jogkönyvek egyházi használata mellett megindult a római jog középkori tanítása is a bolognai egyetemen. A bolognai egyetem jogtanárai (glosszátorok) – Irnerius és követői – Justinianus négy művét (Institutiók, Digesták, Codex, Novellák) egységes testnek (Corpus iuris) tekintették, 5 kötetbe (volumen) foglalták (Digestum vetus, infortiatum, novum, Codex, Volumen parvum). Ezeknek első nyomtatott kiadása a velencei (1476–1478). Az egész együtt Corpus iuris civilis cím alatt először Genfben jelent meg 1583-ban. Editiones Pandectarum Florentinae azok a kiadások, amelyek a Medici-könyvtárban levő s a VI. sz. végéről való szép kézirat (virgo florentina) szövegét adják. Nevezetes a Theodor Mommsen által szerkesztett kiadás a 19. század végéről.

### Az Institutiók
Justinianus négy műve egységbe foglalva (Corpus Iuris Civilis) záróköve a régi, de egyszersmind kiindulási pontja a későbbi jogfejlődésnek. Középponti helyzeténél fogva két tantárgy épül rá: az Institutiók és a Pandekták. Az Institutiók történeti módszerrel röviden előadják a Corpus iurisban foglalt jog összegzését, megkülönböztetve az általános tanokat és a magánjog rendszerét.

### A Pandekták
A Pandekták dogmatikai szempontból tárgyalják a Corpus Iuris tartalmán alapuló s ezen az alapon rendszeresen kidolgozott általános magánjogtant. Róma állami és társadalmi szervezetével, a jog forrásainak és intézményeinek eredetével, koronkénti alakulásával, változásával, hatásaival, feldolgozásával és kritikájával a római jogtörténet foglalkozik.
A római jog tudományos művelése a glosszátorok, kommentátorok s humanisták, Donellus és Cuiacius nyomán nem hanyatlik, hanem emelkedik. Mutatja ezt a német, francia, angol, olasz, spanyol, magyar és a többi civilisztikus irodalom. Tanítják a világ minden egyetemén, Tokióban éppúgy, mint Port-au-Princeben, Szófiában éppúgy, mint Buenos-Airesben. Ha Németországban, a német polgári törvénykönyv életbe léptetése következtében elveszti is külső alaki érvényességét s épp ezért a porosz igazságügyi miniszter 1886. évi rendeletével a német polgári jog előadását helyezi a tanfolyam első felébe: a római jognak belső értéke független marad a külső kötelező erőtől. Hiszen a civiljognak főleg általános tanait s kötelmi jogát már belevették a törvénykönyvekbe, s a jogi életnek tényezője marad Európa s Amerika polgárosult országaiban.
A francia, az olasz, a spanyol, az osztrák, a német, a zürichi s a többi törvénykönyv mind merített a római jog  forrásaiból. Ott találták a tételeket, amelyeket az európai jogtudomány már tisztázott, s amelyek az alkalmazhatóság próbáját már kiállották, tehát etikai és gazdasági hatásukban és következményeikben mérlegelhetők.
A válogató befogadás (receptio) nem akadályozza a speciáljogok fejlődését, hiszen váltó- s bánya-, telekkönyvi, kereskedelmi, vasúti, távközlési, szabadalmi s vízjog és más ilyen modern jog csak azoknál a nemzeteknél fejlődött s fejlődik, amelyek a római jogtól el nem zárkóztak. Nem található jogtudomány ott, ahová a római jog  el nem jutott és ahol nem művelték, fejletlen maradt a magánjog.
A különböző magánjogok összehasonlítása és kiegészítése a római jogból indul ki. És ha a nemzeti jogok közt van közeledés, ha az ellentétek s eltérések kevesbülnek, mint például a kereskedelmi jog körében: ez a római jog  általánosító működésének köszönhető.
A római jog Európa-szerte gyűjtött tapasztalatok szerint a legajánlatosabb tanjog. Kipróbált képző eszköze a jogi oktatásnak. Ezért fordul elő a világon minden egyetemi tanrendben. Az a szellemi kapcsolat, amely a legkülönbözőbb nemzetek jogászait az alapképzés azonosságánál fogva összefűzi, az a közös találkozási terület, amely a helyi s nemzeti jogok különbözőségei dacára sem hiányzik, annak köszönhető, hogy minden egyetemen bevett tanjog, amely rendelkezésünkre bocsátja a világszerte befogadott műszavakat, a célszerűségre (utilitas) tekintő okoskodást, a jogi élet eseményei megfigyelésének módszerét, a gyakorlatias irányt, kifejleszti a rendszeres jogászi gondolkodást, az elemzést és összetevést. A római jogtudósokat méltán nevezik az emberiség tanítómestereinek. Azok maradnak ők a kodifikációk mellett is. A kódexek nem teszik feleslegessé a klasszikus alaptanokat. Elvi fejtegetések, következtetések, a szöveg magyarázása és kiegészítése, a rendszerbe foglaló osztályozások csak ott találhatók, ahol művelik a római jogot. A történeti és dogmatikai előadások megtarthatók ott is, ahol, mint pl. Franciaországban és Olaszországban, Ausztriában, megvan a kódex: az alapfogalmak, például tulajdon, kötelem, jogi személy, késedelem, gondatlanság, kereset, kifogás előfordulnak, de nincsenek megmagyarázva a kódexben, mert ha a törvény jó, nincs benne ami a tanszékre tartozik. Alapfogalmak nélkül nem várható a törvény helyes megértése. Különbség van a törvényszöveg betanulása és a jognak tudományos ismerete közt. Más a jogtudomány, mint a puszta jogismeret.

## A római jog Magyarországon
A római jog  hazánkba úgy érkezett, mint a latin nyelv. A kereszténység egyengette az utat a civiljog számára. Amikor a bolognai egyetem, Könyves Kálmán királyunk óta, a római jogot terjesztette, hazánk sem zárkózhatott el az új irány előtt. A veszprémi iskolában, bár ezt nem tekintették egyetemnek, Kun László okirata szerint «leges saeculares» vagyis a római jog „regni nostri consuetudines”, vagyis a hazai jog, végül az egyházjog előadásával foglalkoztak a káptalan (capitulum doctorum iuris utriusque) tagjai. A pozsonyi káptalan könyvtárában ma is látható egy 1253-ban készült hártyakézirat, Roland mester jogi műve: Summa notariorum magistri Rolandini. Jogügyleti szabályok és formulárék gyűjteménye, tisztán római jogi alapokon, például instrumentum venditionum et emptionum, donationis, solutionis, emancipationis. Ilyen minták nyomán az okiratok szerkesztői a római jog  műszavait alkalmazták, stílusát utánozták. Később nemcsak a gondolatmenet mutat a római jogra, hanem egyes jogszabályok befogadását is tanúsítják az egyházi ítéletek.
A 13. században magyar diákok látogatták a Bolognai Egyetemet, ahol Gratianus és a glosszátorok tanítottak. A nagyjából 80 magyar diák saját „magyar nemzetet” (natio Hungarica) formáltak az egyetemen. Hazatértükkel a római joggyakorlat is egyre nagyobb hatást gyakorolt a Magyar Királyság törvényeire.
A vegyes házakból származott királyaink korában hazánk az olasz, francia és német népekkel gyakori érintkezésben állott. Az érintkezések folytán az összeköttetés szálai erősbödtek jogi téren is. A pécsi egyetemen fő tantárgy volt az egyházi- és a római jog. A budai vár visszafoglalása alkalmával (1686) még 31 könyvet leltek a várban, a 31 könyv közül 19 római jogi tárgyú. Sejteti az arányt, amelyben a római jogkönyvek ott előfordulhattak, valamint a Magyar Nemzeti Múzeumban szemlélhető könyvtárlajstrom a 15. századból, amely valamelyik hazai könyvtárnak könyvei közt a Corpus Iuris Civilisnek glossatori és commentatori öt-öt köteteit említi.
A római jognak magyarországi múltjára a 15. században világot vetnek azok a könyvek, amelyek a városokban alkalmazott jogszabályokat tartalmazzák, például a hét királyi városnak, Kassa, Pozsony, Nagyszombat, Bártfa, Lőcse, Kis-Szeben, Eperjes szabad királyi városoknak törvénykönyve: Articuli conclusionis iurium septem civitatum libeerarum, amelynek forrása az egyházi, főleg a római jog (a romanis pontificibus et e iure Constantino, Justiniano). Az eperjesi példány német szövegű, 1481-ből eredő papiroskézirat, amely az idézett artikulusokon kívül még a magdeburgi városi jogot (Stadtrecht) is tartalmazza. Bártfa, Eperjes, Kassa, Buda és Pest  városában használt Raymundus törvénykönyve (Summa legum civilium), amelynek beosztása az Institutiók rendszerét követi (de iure personarum, rerum, actionum), szintén a római jog nagy tekintélyét bizonyítja. A római jog középkori hatását egyébként Bónis György Középkori jogunk elemei címmel 1972-ben megjelent munkája dolgozza fel részletesen.
A 16. században a német egyetemekről hazakerült városbírák a római jogot kisegítő jogként használták. Innen maradt a városi levéltárakban oly sok a Corpus iuris civilisből, pl. Késmárkon, Selmecbányán, Pozsonyban. Az ezredéves országos kiállításon láttuk a gyulafehérvári Batthyány-könyvtár láncos könyvei közt Bartolusnak a Digestákhoz írt hat, és a Codexhez írt egy folio kötet kommentárját, ősnyomtatvány 1492-ből, amelyet Thurzó nagyváradi püspök ajándékozott II. Lajos udvari papjának Henkel Jánosnak 1510-ben, amikor ez hazatért a bolognai egyetemről. A láncos könyvek szobájában volt továbbá Felinus könyve: De exceptionibus, de praescriptionibus, de re iudicata, mely számos római jogból vett idézetet tartalmazott.
A 16. század hazai jogirodalmán a római jog  hatását Werbőczy Hármaskönyve mutatja, még inkább Johannes Honterus: Sententiae ex libris Pandectarum Coronae (1539). János királynak ajánlotta a Praefatióban ezt a művet, magasztalja az igazságosság erényét és kiemeli János király jogtudományát s ennek vonzó erejét. A szövegben, a jogtudósok nevének mellőzésével, mind az ötven könyvéből a Digestáknak közli a regulaként hangzó rövid pontokat, például Jus publicum privatorum pactis mutari non potest, vagy Libertas inaestimabilis res est, vagy Non omne quod licet honestum est. Ugyancsak Johannes Honterustól van a Compendium iuris civilis in usum civitatum ac sedium Saxonicarum. Coronae 1544. Ez a mű Justinianus Institutióinak glosszák és szakaszok nélküli szövege, compendiose. Mindkét mű akkor készült, amikor még Erdély nem volt külön ország s mindkét könyv gyakorlati alkalmazásra talált a Királyföldön.
A 17. században minden kollégiumban, így Sárospatak, Debrecen, Eperjes, Gyulafehérvár főiskoláján, valamint  a nagyszombati egyetemen is tanították a római jogot.
A Nagyszombatból Budára, onnan Pestre átköltözött (a mai Pázmány Péter Egyetemen a 18. században az észjog kultusza dacára is tanították a római jogot. A magyar birodalom területén most (1899) 3 egyetem és 10 jogakadémia foglalkozik vele. A római jog, amelynek egyik leánya az osztrák jog, ennek behozatalával (1852), sőt a Dráva és a Királyhágón túli részben máig (1899) is fenntartott intézkedéseivel igen érezteti hatását. Némely újabb törvényünkhöz, például a gyámsági és a kereskedelmi törvényhez a német csatornákon becses anyagot szolgáltatott. Azonban nálunk leginkább mint tanjog bír fontossággal. A műszavak, a rendszeres beosztás, az elvi fejtegetések, a következtetések, a jogtudománynak történeti iránya és kritikai módszere, mint a római jogot tükrözi vissza, s mint más művelt nemzetek jogászai, úgy mi is, törvényeink értelmezésénél, hézagainak pótlásánál, kiegészítésénél, helyesbítésénél a római jogon nyugvó általános magánjogi jogtudományra támaszkodunk. A civiljogilag képzett bíró ítéletében észrevehető a megkülönböztetések finomsága, az apriorisztikus levezetések kerülése, a reális alapok keresése.

## Befolyása a magyar jogirodalomra
A római jog sikeres tanulása megadta a felkészültséget és biztos módszertani alapot hazai jogirodalmunk számára is. Ezt Werbőczy, Kelemen, Frank, Wenzel s Zlinszky Imre és a többi magyar jogi író műve mutatja: ők és követőik a római jog ismerete következtében váltak képesekké arra, hogy szórványos jogtételeinkből absztrakció útján fogalmakat alkossanak, a szintézis segítségével berendező osztályozásokat tehessenek s a joganyagot rendszerbe foglalva módszeresen tárgyalhassák, ezáltal a magyar jog körvonalait élesebben megállapították. A jogászi gondolkodás és beszéd beiskolázása, a szövegnek elemzése, megértése, magyarázása és kiegészítése megkövetelte a római jognak mint alapvető tudománynak felhasználását.

## A római jog hatása ma
- A római jog ugyan nem hatályos, mégsem tekinthető csupán holt jognak. Mind jogászi gondolkodásunkra, mind mai jogrendszerünkre  hatással van. A Polgári törvénykönyv a több évszázados magyarországi jogfejlődés által alakított alaptételeinek, intézményeinek egy része (például dologi jog) máig is a római jogon alapul.

## Külső hivatkozások
- Dr. Hoffmann József: A római jogi birtokról szóló tan alapvonalai. Bp, 1892. Online
- A Pallas nagy lexikona